# 张耕 (1965年)
张耕（1965年4月—），男，汉族，河南唐河人。中华人民共和国政治人物，1986年3月加入中国共产党，1986年7月参加工作。曾任中共温州市委副书记、温州市人民政府市长，浙江省经信厅厅长，第十三届全国人大代表。

## 生平
1991年获得河南师范大学化学系无机化学专业硕士学位。
1991年7月至1997年12月，历任新乡市产品质量监督检验所工程师，新乡高新技术产业开发区管委会经济发展局科员、招商部部长，开发区管委会经济发展局副局长。1997年12月，任新乡高新技术产业开发区管委会副主任。
2000年11月至2014年4月，历任杭州高新技术产业开发区管委会副主任，滨江区政府副区长，党委副书记、代区长，管委会主任、区长，区党委书记。2014年4月，任杭州市人民政府副市长、杭州高新开发区（滨江）党委书记。
2016年1月，任中共温州市委副书记、温州市副市长、代市长。2016年2月，正式当选为温州市人民政府市长。
2018年2月，调任浙江省经信委主任。2019年9月，不再担任浙江省经信厅厅长。
2018年2月24日，当选第十三届全国人大代表。2020年1月10日，因严重违纪被责令辞去第十三届全国人民代表大会代表职务。